# فقط عبور دوچرخه و پیاده مجاز است
فقط عبور دوچرخه و پیاده مجاز است جزء نشان‌های بازدارنده یا انتظامی راهنمایی و رانندگی است. این نشان در ایران نیز رایج است.